# العلاقات الفنزويلية الليسوتوية
العلاقات الفنزويلية الليسوتوية هي العلاقات الثنائية التي تجمع بين فنزويلا وليسوتو.

## مقارنة بين البلدين
هذه مقارنة عامة ومرجعية للدولتين:
| وجه المقارنة                                              | فنزويلا                                  | ليسوتو                      |
| --------------------------------------------------------- | ---------------------------------------- | --------------------------- |
| المساحة (كم2)                                             | 916.45 ألف                               | 32.96 ألف                   |
| عدد السكان (نسمة)                                         | 28.87 مليون                              | 2.23 مليون                  |
| الكثافة السكانية (ن./كم²)                                 | 31.5                                     | 67.66                       |
| العاصمة                                                   | كاراكاس                                  | ماسيرو                      |
| اللغة الرسمية                                             | اللغة الإسبانية، لغة الإشارة الفنزويلية ‏ | لغة إنجليزية، اللغة السوتية |
| العملة                                                    | بوليفار فنزويلي                          | لوتي ليسوتو                 |
| الناتج المحلي الإجمالي (بليون دولار)                      | 482.36 مليار                             | 2.64 مليار                  |
| الناتج المحلي الإجمالي (تعادل القوة الشرائية) بليون دولار |                                          | 6.30 مليار                  |
| الناتج المحلي الإجمالي الاسمي للفرد دولار أمريكي          |                                          | 1.07 ألف                    |
| الناتج المحلي الإجمالي للفرد دولار أمريكي                 |                                          | 2.64 ألف                    |
| مؤشر التنمية البشرية                                      | 0.762                                    | 0.497                       |
| رمز المكالمات الدولي                                      | +58                                      | +266                        |
| رمز الإنترنت                                              | .ve                                      | .ls                         |
| المنطقة الزمنية                                           | 00                                       | ت ع م+02:00                 |

## منظمات دولية مشتركة
يشترك البلدان في عضوية مجموعة من المنظمات الدولية، منها:
| علم المنظمة | اسم المنظمة                        | تاريخ انضمام فنزويلا | تاريخ انضمام ليسوتو |
| ----------- | ---------------------------------- | -------------------- | ------------------- |
|             | يونسكو                             | 25 نوفمبر 1946       | 29 سبتمبر 1967      |
|             | وكالة ضمان الاستثمار متعدد الأطراف | 9 مايو 1994          | 12 أبريل 1988       |
|             | الأمم المتحدة                      | 15 نوفمبر 1945       | 17 أكتوبر 1966      |
|             | الاتحاد البريدي العالمي            | ?                    | ?                   |
|             | البنك الدولي للإنشاء والتعمير      | 30 ديسمبر 1946       | 25 يوليو 1968       |
|             | الاتحاد الدولي للاتصالات           | 13 أغسطس 1920        | 26 مايو 1967        |
|             | منظمة حظر الأسلحة الكيميائية       | ?                    | ?                   |
|             | مؤسسة التمويل الدولية              | 28 ديسمبر 1956       | 29 سبتمبر 1972      |
|             | منظمة التجارة العالمية             | ?                    | ?                   |
|             | منظمة الشرطة الجنائية الدولية      | ?                    | ?                   |

## وصلات خارجية
- موقع وزارة الخارجية الفنزويلية
- موقع وزارة الخارجية الليسوتوية